# Mastixis apsinthes
Mastixis apsinthes är en fjärilsart som beskrevs av Druce 1891. Mastixis apsinthes ingår i släktet Mastixis och familjen nattflyn. Inga underarter finns listade i Catalogue of Life.